# Cimbergo
Cimbergo é uma comuna italiana da região da Lombardia, província de Bréscia, com cerca de 573 habitantes. Estende-se por uma área de 26 km², tendo uma densidade populacional de 22 hab/km². Faz fronteira com Capo di Ponte, Cedegolo, Ceto, Cevo, Paspardo.

## Demografia
| Variação demográfica do município entre 1861 e 2011                               |
|                                                                                   |
| Fonte: Istituto Nazionale di Statistica (ISTAT) - Elaboração gráfica da Wikipedia |